# 男鹿市立北陽小学校
男鹿市立北陽小学校（おがしりつ ほくようしょうがっこう）は、秋田県男鹿市にあった公立小学校。2025年3月もって閉校し、船川第一小学校へ統合された。

## 沿革
- 2001年（平成13年）
  - 4月1日 - 加茂青砂小学校・戸賀小学校・北磯小学校・鹿山小学校の4校が統合し、北陽小学校として開校[1]。校歌および校章を制定[2]。
  - 4月4日 - 多目的ホールにて開校式を挙行[2]。
  - 4月20日 - PTA設立総会を開催[2]。
  - 5月13日 - 第1回創立記念運動会を開催[2]。
  - 6月 - 校是「百歩尚百歩」を制定[2]。
  - 11月17日 - 北陽小学校竣工記念事業協賛会設立総会を開催[2]。
- 2002年（平成14年）
  - 2月2日 - 竣工式を開催[2]。
  - 2月16日 - 竣工記念学習発表会を開催[2]。
- 2003年（平成15年）2月9日 - 校歌歌碑除幕式を開催[2]。
- 2007年（平成19年）4月17日 - 北浦児童クラブを校舎内に開設[2]。
- 2008年（平成20年）9月19日 - 第6回全日本小学校ホームページ大賞（J-KIDS大賞2008）にて県優秀校を受賞[2][3]。
- 2011年（平成23年）
  - 5月15日 - 創立10周年記念大運動会を開催[2]。
  - 10月22日 - 創立10周年記念式典を開催。併せて学習発表会・祝賀会も開催[2]。
- 2022年（令和4年）5月28日 - 創立20周年記念大運動会を開催。
- 2024年（令和6年）
  - 5月18日 - 最後の運動会開催。なお、この日開催の運動会は、閉校記念大運動会として開催し、『テーマ「なまはげキッズ 笑顔のラストラン」』として行なわれた[4]。
  - 11月2日 - 閉校式挙行、校旗返納が行われ、閉校記念学習発表会を開催[1]。
- 2025年（令和7年）
  - 3月14日 - 最後の卒業式挙行。
  - 3月21日 - 最後の修了式挙行。閉校を記念し、「閉校記念花火」が北陽小学校グラウンドにて開催された。地域住民の有志による発案のもと、学校関係者やPTAの協力により実現したもので、プレセレモニーの後、18時40分にカウントダウンとともに花火が打ち上げられた。花火は佐藤辰哉氏の提供によるものである。当日は、来場者に豚汁やおにぎりが振る舞われるなど、地域住民との交流の場ともなった。
  - 3月31日 - 閉校。

## 学区
- 湯ノ尻・湯本・湯本温泉・野村・西水口・真山・安全寺・北浦・相川・東山団地・入道崎・西黒沢・戸賀・新町・浜塩谷・浜中・塩浜・加茂青砂[5]

## 周辺
- 北浦郵便局
- 男鹿警察署北浦駐在所
- 秋田県道55号入道崎寒風山線
- 北浦市民センター
- 男鹿市立男鹿北中学校（2022年3月31日閉校）

## アクセス
- JR男鹿線男鹿駅から、
  - 秋田中央交通男鹿北線で、
    - 「北陽小学校前」停留所まで40分、下車後、徒歩約200m・約3分。
    - 「北浦表町」停留所まで39分、下車後、徒歩約130m・約2分。

  - 自動車で、約16.8km・約30分。
- 秋田自動車道 - 昭和男鹿半島ICから、車で約33.7km・約1時間。